# Julie Anthony
Pour les articles homonymes, voir Anthony.
Julie Anthony épouse  Butera (née le 13 janvier 1948) est une joueuse de tennis américaine, professionnelle à la fin des années 1960 et dans les années 1970.
Longtemps entraînée par Ray Casey, elle a reçu, enfant, des leçons de May Sutton Bundy.
Elle s'est essentiellement illustrée dans les épreuves de double dames, discipline dans laquelle elle a décroché plusieurs titres WTA.
Avec Olga Morozova, elle a atteint la finale à Roland-Garros 1975, concédant la défaite contre la paire Evert-Navrátilová.
Après sa retraite sportive, elle a été l'entraîneuse de Gigi Fernández de 1989 à 1994.

## Palmarès (partiel)

### Titres en simple dames
| No | Date       | Nom et lieu du tournoi                | Catégorie | Dotation | Surface      | Finaliste       | Score         |          |
| -- | ---------- | ------------------------------------- | --------- | -------- | ------------ | --------------- | ------------- | -------- |
| 1  | 09-07-1973 | Swiss Open Championships, Gstaad      |           | NC       | Terre (ext.) | Raquel Giscafré | 6-4, 7-5      | Parcours |
| 2  | 20-02-1978 | Avon Futures of Puerto Rico, San Juan | Futures   | 20 000 $ | Dur (ext.)   | Mary Hamm       | 6-7, 6-4, 7-6 | Parcours |
| 3  | 20-03-1978 | Avon Futures Championships, Atlanta   | Futures   | 35 000 $ | NC           | Marita Redondo  | 6-3, 6-3      | Parcours |

### Titres en double dames
| No | Date       | Nom et lieu du tournoi              | Catégorie  | Dotation | Surface      | Partenaire           | Finalistes                        | Score         |          |
| -- | ---------- | ----------------------------------- | ---------- | -------- | ------------ | -------------------- | --------------------------------- | ------------- | -------- |
| 1  | 10-07-1972 | Swedish Open Båstad                 | Grand Prix | 30 000 $ | Terre (ext.) | Kathy Blake          | Christina Sandberg Ingrid Löfdahl | 1-6, 6-4, 6-3 | Parcours |
| 2  | 09-07-1973 | Swiss Open Championships Gstaad     |            | NC       | Terre (ext.) | Raquel Giscafré      | Chang Ching-Ling Carmen Coronado  | 6-2, 6-0      | Parcours |
| 3  | 16-06-1975 | Eastbourne International Eastbourne |            | 25 000 $ | Gazon (ext.) | Olga Morozova        | Evonne Goolagong Peggy Michel     | 6-2, 6-4      | Parcours |
| 4  | 11-08-1975 | Rothmans Canadian Open Toronto      |            | 30 000 $ | Terre (ext.) | Margaret Smith Court | Joanne Russell Jane Stratton      | 6-2, 6-4      | Parcours |
| 5  | 12-06-1977 | Scottish Championships Édimbourg    |            | NC       | Gazon (ext.) | Betsy Nagelsen       | Carrie Meyer Renáta Tomanová      | 6-1, 3-6, 6-1 | Parcours |
| 6  | 18-09-1978 | World Tennis Classic Montréal       |            | 40 000 $ | Dur (int.)   | Billie Jean King     | Ilana Kloss Marise Kruger         | 6-4, 6-4      | Parcours |

### Finales en double dames
| No | Date       | Nom et lieu du tournoi                      | Catégorie | Dotation | Surface         | Vainqueures                     | Partenaire    | Score    |          |
| -- | ---------- | ------------------------------------------- | --------- | -------- | --------------- | ------------------------------- | ------------- | -------- | -------- |
| 1  | 13-08-1973 | Jersey Shore Tennis Classic Wall Township   |           | 30 000 $ | Dur (int.)      | Françoise Dürr Betty Stöve      | Mona Schallau | 6-4, 6-4 | Parcours |
| 2  | 17-03-1975 | Maureen Connolly Memorial Invitation Dallas | VS Tour   | 75 000 $ | Moquette (int.) | Françoise Dürr Betty Stöve      | Mona Schallau | 7-6, 6-2 | Parcours |
| 3  | 02-06-1975 | Roland-Garros Paris                         | G. Chelem | NC       | Terre (ext.)    | Chris Evert Martina Navrátilová | Olga Morozova | 6-3, 6-2 | Parcours |

## Parcours en Grand Chelem (partiel)

### En simple dames
| Année | Championnat d'Australie Open d'Australie (janvier) | Championnat d'Australie Open d'Australie (janvier) | Internationaux de France | Internationaux de France | Wimbledon       | Wimbledon        | US National US Open | US National US Open | Championnat d'Australie Open d'Australie (décembre) | Championnat d'Australie Open d'Australie (décembre) |
| 1966  | -                                                  | -                                                  | -                        | -                        | -               | -                | 2e tour (1/16)      | Nancy Reed          | n/a                                                 | n/a                                                 |
| 1969  | -                                                  | -                                                  | -                        | -                        | 3e tour (1/16)  | Rosie Casals     | -                   | -                   | n/a                                                 | n/a                                                 |
| 1972  | -                                                  | -                                                  | -                        | -                        | 4e tour (1/8)   | Chris Evert      | 2e tour (1/16)      | Virginia Wade       | n/a                                                 | n/a                                                 |
| 1973  | -                                                  | -                                                  | -                        | -                        | 1er tour (1/64) | Linky Boshoff    | 3e tour (1/8)       | Chris Evert         | n/a                                                 | n/a                                                 |
| 1974  | -                                                  | -                                                  | -                        | -                        | 2e tour (1/32)  | Virginia Wade    | 1er tour (1/32)     | Carrie Meyer        | n/a                                                 | n/a                                                 |
| 1975  | -                                                  | -                                                  | 2e tour (1/16)           | Elly Appel               | 3e tour (1/16)  | Billie Jean King | 1er tour (1/32)     | Greer Stevens       | n/a                                                 | n/a                                                 |
| 1976  | -                                                  | -                                                  | -                        | -                        | 3e tour (1/16)  | Dianne Fromholtz | 2e tour (1/32)      | Marcie Louie        | n/a                                                 | n/a                                                 |
| 1977  | -                                                  | -                                                  | -                        | -                        | 3e tour (1/16)  | Kerry Reid       | 2e tour (1/32)      | Dianne Fromholtz    | -                                                   | -                                                   |
| 1978  | n/a                                                | n/a                                                | -                        | -                        | 1er tour (1/64) | M. Navrátilová   | 1er tour (1/64)     | Kerry Reid          | -                                                   | -                                                   |
| 1979  | n/a                                                | n/a                                                | -                        | -                        | -               | -                | 2e tour (1/32)      | Barbara Jordan      | -                                                   | -                                                   |

À droite du résultat, l’ultime adversaire.

### En double dames
| Année | Championnat d'Australie Open d'Australie (janvier) | Championnat d'Australie Open d'Australie (janvier) | Internationaux de France  | Internationaux de France | Wimbledon                   | Wimbledon                  | US National US Open           | US National US Open       | Championnat d'Australie Open d'Australie (décembre) | Championnat d'Australie Open d'Australie (décembre) |
| 1965  | -                                                  | -                                                  | -                         | -                        | -                           | -                          | 2e tour (1/8) B. Gunderson    | C. Caldwell Nancy Richey  | n/a                                                 | n/a                                                 |
| 1969  | -                                                  | -                                                  | 2e tour (1/16) M. Aschner | F. Dürr Ann Haydon       | 1er tour (1/32) Faye Urban  | F. Dürr Ann Haydon         | -                             | -                         | n/a                                                 | n/a                                                 |
| 1972  | -                                                  | -                                                  | -                         | -                        | 3e tour (1/8) K. Kemmer     | Judy Tegart F. Dürr        | 1er tour (1/16) P. Teeguarden | Patti Hogan Olga Morozova | n/a                                                 | n/a                                                 |
| 1973  | -                                                  | -                                                  | -                         | -                        | 1/4 de finale Mona Schallau | Rosie Casals B. J. King    | 1/4 de finale Mona Schallau   | Rosie Casals B. J. King   | n/a                                                 | n/a                                                 |
| 1974  | -                                                  | -                                                  | -                         | -                        | 1/2 finale Mona Schallau    | Helen Gourlay K. Krantzcke | -                             | -                         | n/a                                                 | n/a                                                 |
| 1975  | -                                                  | -                                                  | Finale Olga Morozova      | Chris Evert Navrátilová  | 1/4 de finale Olga Morozova | Rosie Casals B. J. King    | 1/4 de finale Olga Morozova   | M. Smith Virginia Wade    | n/a                                                 | n/a                                                 |
| 1976  | -                                                  | -                                                  | -                         | -                        | 3e tour (1/8) P. Teeguarden | Laura duPont W. Turnbull   | 2e tour (1/16) V. Ziegenfuss  | B. J. King Betty Stöve    | n/a                                                 | n/a                                                 |
| 1977  | -                                                  | -                                                  | -                         | -                        | 2e tour (1/16) B. Nagelsen  | Kerry Reid Greer Stevens   | 1/4 de finale B. J. King      | Navrátilová Betty Stöve   | -                                                   | -                                                   |
| 1978  | n/a                                                | n/a                                                | -                         | -                        | 3e tour (1/8) Sherry Acker  | F. Dürr Virginia Wade      | 2e tour (1/16) Anne Smith     | Ann Kiyomura Sue Mappin   | -                                                   | -                                                   |
| 1979  | n/a                                                | n/a                                                | -                         | -                        | -                           | -                          | 1/2 finale Sherry Acker       | B. J. King Navrátilová    | -                                                   | -                                                   |

Sous le résultat, la partenaire ; à droite, l’ultime équipe adverse.

### En double mixte
| Année | Open d'Australie (janvier), | Open d'Australie (janvier), | Internationaux de France | Internationaux de France | Wimbledon                   | Wimbledon                  | US Open                     | US Open                   | Open d'Australie (décembre), | Open d'Australie (décembre), |
| 1969  | -                           | -                           | -                        | -                        | 2e tour (1/32) A. Neely     | Olga Morozova A. Metreveli | -                           | -                         | n/a                          | n/a                          |
| 1976  | n/a                         | n/a                         | -                        | -                        | -                           | -                          | 1er tour (1/16) Mike Estep  | B. J. King Phil Dent      | n/a                          | n/a                          |
| 1977  | n/a                         | n/a                         | -                        | -                        | 2e tour (1/16) C. Pasarell  | Navrátilová D. Ralston     | -                           | -                         | n/a                          | n/a                          |
| 1978  | n/a                         | n/a                         | -                        | -                        | 1er tour (1/32) Fred Stolle | Mima Jaušovec Kim Warwick  | 2e tour (1/16) Fred Stolle  | Anne Smith Stan Smith     | n/a                          | n/a                          |
| 1979  | n/a                         | n/a                         | -                        | -                        | -                           | -                          | 1er tour (1/16) F. Buehning | Kristien Shaw Butch Walts | n/a                          | n/a                          |

Sous le résultat, le partenaire ; à droite, l’ultime équipe adverse.

## Parcours aux Masters

### En double dames
| # | Date       | Nom de l'édition          | ($)     | Surface | Résultat      | Partenaire    | Ultimes adversaires             | Score         |          |
| - | ---------- | ------------------------- | ------- | ------- | ------------- | ------------- | ------------------------------- | ------------- | -------- |
| 1 | 09/04/1975 | Bridgestone Doubles Tokyo | 100 000 |         | 1/4 de finale | Mona Schallau | Lesley Hunt Martina Navrátilová | 2-6, 6-1, 6-4 | Parcours |